# Missió de Bons Oficis de les Nacions Unides a l'Afganistan i Pakistan
La Missió de Bons Oficis de les Nacions Unides a l'Afganistan i Pakistan (UNGOMAP) va ser una missió de pau de les Nacions Unides establerta el 15 de maig de 1988 mitjançant la Resolució 622 a proposta del Secretari General de les Nacions Unides que havia requerit una missió de suport al Representant Especial del Secretari General Diego Cordovez Zegers que es trobava a la regió. La missió es va establir arran la invasió soviètica de l'Afganistan i la signatura dels acords de Ginebra entre les parts bel·ligerants.
Les tasques de la missió eren ajudar al Representant Especial del Secretari General a controlar la retirada de les tropes soviètiques de l'Afganistan, ajudar els refugiats a tornar al país des del territori pakistanès en col·laboració amb l'Alt Comissionat de les Nacions Unides per als Refugiats, verificar que ambdues parts respectin l'alto el foc i els acords de Ginebra.
La missió va finalitzar el 15 de març de 1990 amb la retirada total de les forces soviètiques; durant la missió no hi va haver cap violació dels acords de pau.
La seu d'UNGOMAP estava a Kabul i Islamabad; la missió va ser dirigida pel general Rauli Helminen, de maig de 1988 a abril de 1989, i pel coronel Heikki Happonen, d'abril de 1989 a març de 1990, ambdós finlandesos.
El contingent militar va des d'un màxim de 50 observadors fins a un mínim de 35 durant el descans. Els països que van contribuir a la missió amb observadors militars van ser: Àustria, Canadà, Dinamarca, Fiji, Finlàndia, Ghana, Irlanda, Nepal, Polònia i Suècia. El cost total de la missió era de 14 milions de dòlars.